# Grunwald – Pole Bitwy

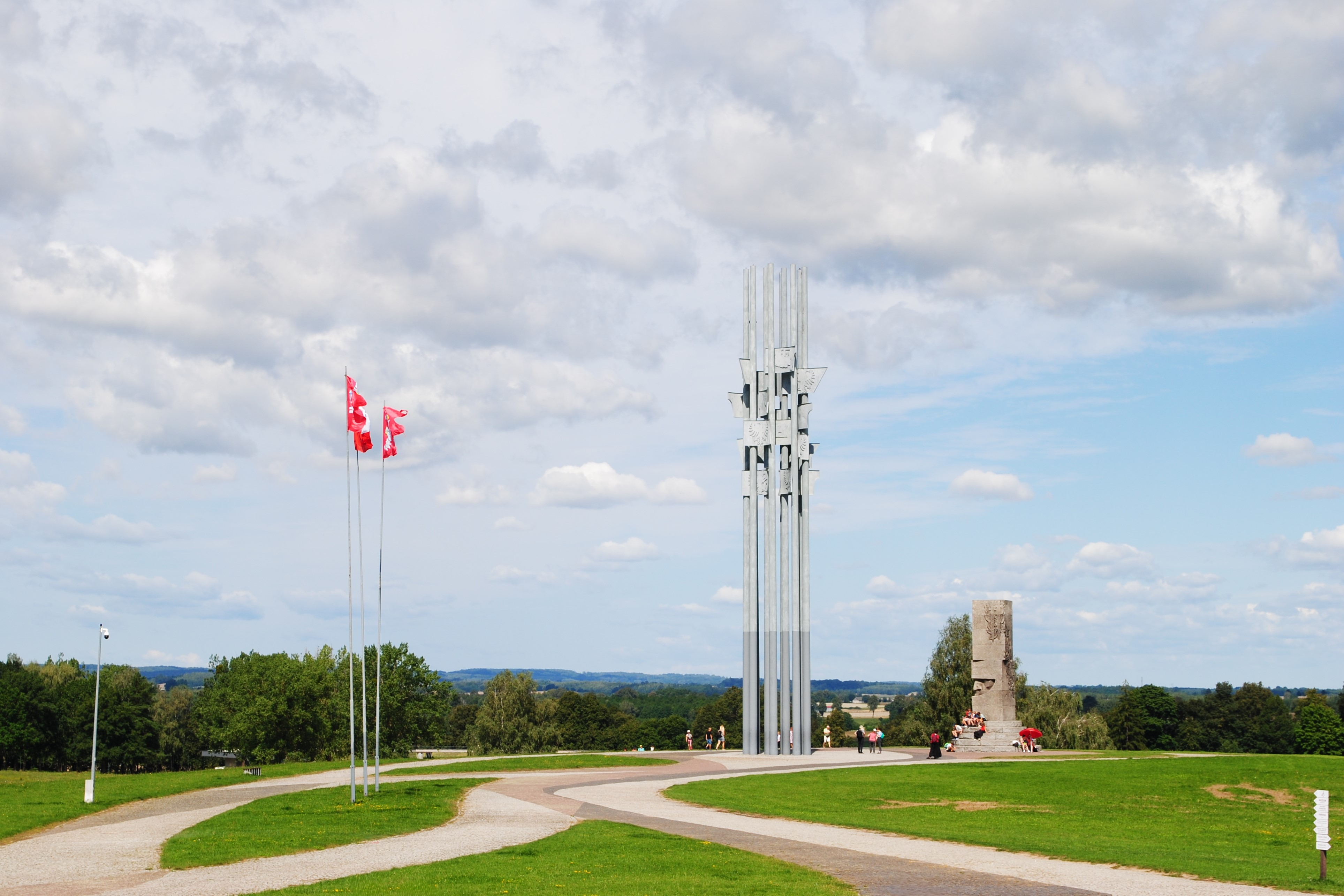
Grunwaldzki Pomnik (Pomnik Zwycięstwa Grunwaldzkiego)

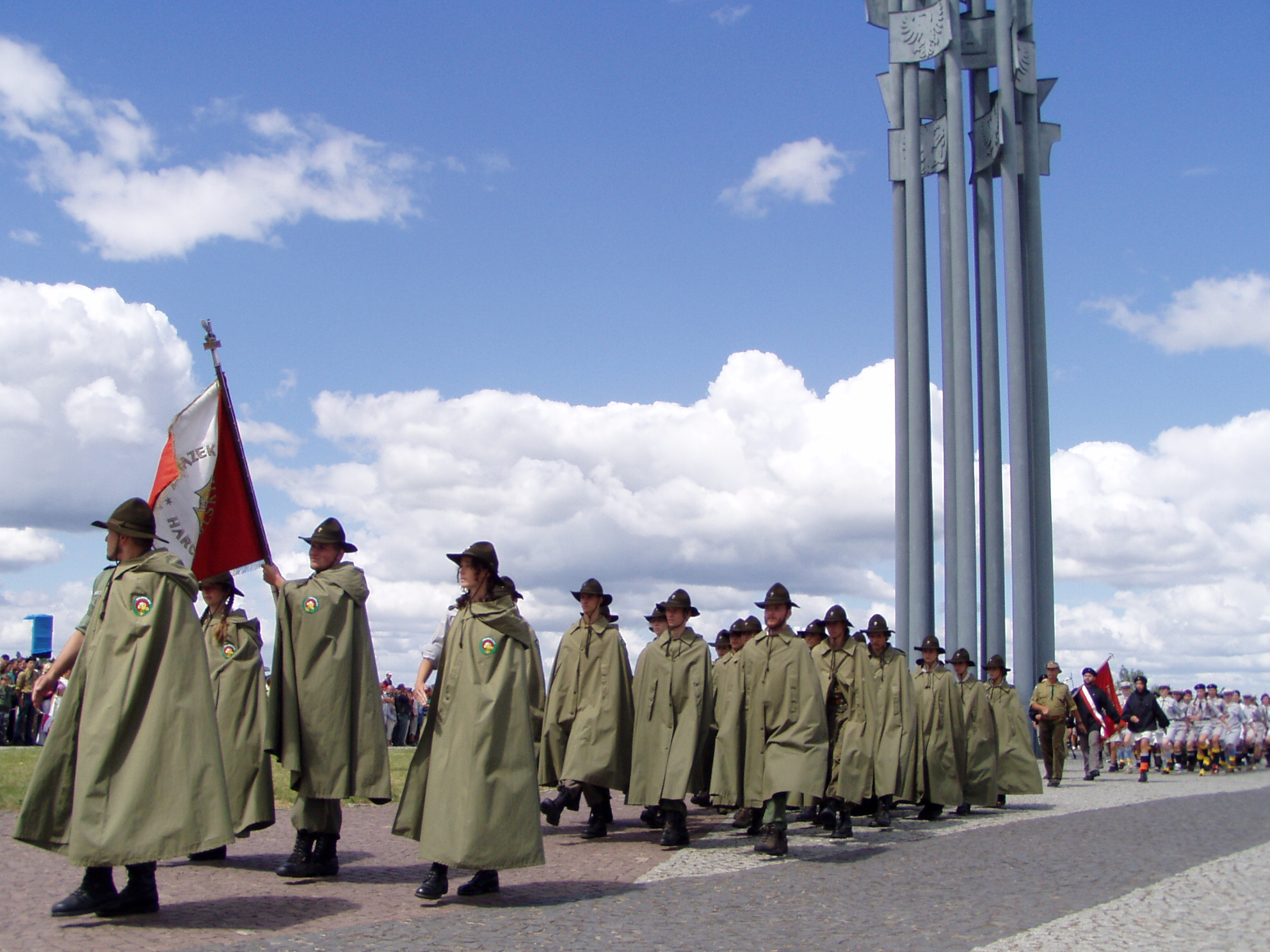
Drużyna Reprezentacyjna Związku Harcerstwa Polskiego pod Grunwaldzkim Pomnikiem

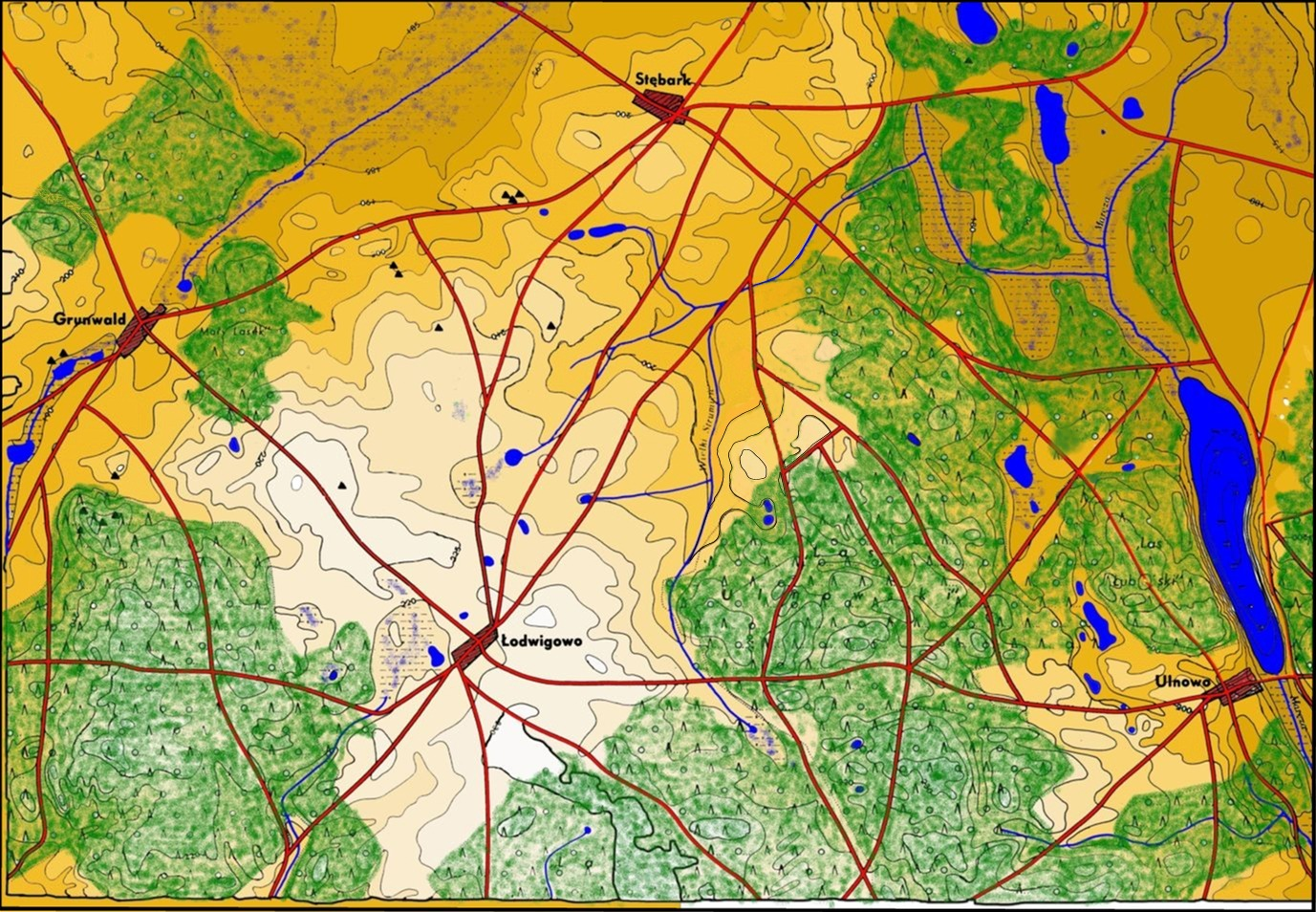
Teren bitwy pod Grunwaldem tak, jak prawdopodobnie wyglądał na początku XV wieku

Grunwald – Pole Bitwy – w węższym ujęciu obszar położony w odległości 2 kilometrów na południowy wschód od wsi Grunwald, pomiędzy Stębarkiem, Łodwigowem i Ulnowem (powiat ostródzki, województwo warmińsko-mazurskie), obejmujący łąki i tereny zalesione, zespół pomnikowy oraz ruiny kaplicy pobitewnej, który rozporządzeniem Prezydenta Rzeczypospolitej Polskiej z dnia 17 września 2010 uznany został za pomnik historii. W szerszym ujęciu jest to cały obszar, na którym rozegrała się bitwa pod Grunwaldem (1410).

## Pomnik historii
Celem ochrony pomnika historii jest zachowanie, ze względu na wartości historyczne, przestrzenne, materialne i niematerialne, terenu bitwy pod Grunwaldem, jednej z największych bitew średniowiecznej Europy. 15 lipca 1410 połączone wojska polsko-litewsko-rusko-tatarskie (ok. 29 tys. zbrojnych) pod ogólnym dowództwem Władysława Jagiełły – nazywane także wojskami sprzymierzonymi – odniosły zwycięstwo nad wojskami krzyżackimi, wspomaganymi przez rycerzy zachodnioeuropejskich (ok. 21 tys. zbrojnych), dowodzonymi przez Ulricha von Jungingena. Zwycięstwo grunwaldzkie nabrało symbolicznego wymiaru i stało się wartością narodową niezwykle trwale zapisaną w świadomości wielu pokoleń Polaków.

## Obiekty na polu bitwy
W 550. rocznicę bitwy odsłonięto Grunwaldzki Pomnik (Pomnik Zwycięstwa Grunwaldzkiego), składający się z trzech części:
- granitowego obelisku
- jedenastu 30-metrowych masztów symbolizujących sztandary polskich i litewsko-ruskich chorągwi
- amfiteatru z pomieszczeniami Muzeum Bitwy pod Grunwaldem, salą kinową i mapą plastyczną z kolorowych kamieni, pokazującą ustawienie wojsk przed bitwą.

Na polu bitwy znajdują się również:
- ruiny kaplicy pobitewnej
- pozostałości Pomnika Grunwaldzkiego z Krakowa, zburzonego przez niemieckich hitlerowców w 1939
- Kamień Jungingena
- Kopiec Jagiełły usypany przez harcerzy z ZHP w 1959.

## Uroczystości rocznicowe
Każdego roku około 15 lipca obchodzone są Dni Grunwaldu, organizowane przez gminę Grunwald, Związek Harcerstwa Polskiego – „Wspólnotę Drużyn Grunwaldzkich”, wojsko i bractwa rycerskie. Oprócz uroczystości patriotycznych przy pomniku wielką atrakcją jest inscenizacja bitwy grunwaldzkiej przez liczne bractwa rycerskie z Polski i zagranicy.

## Galeria

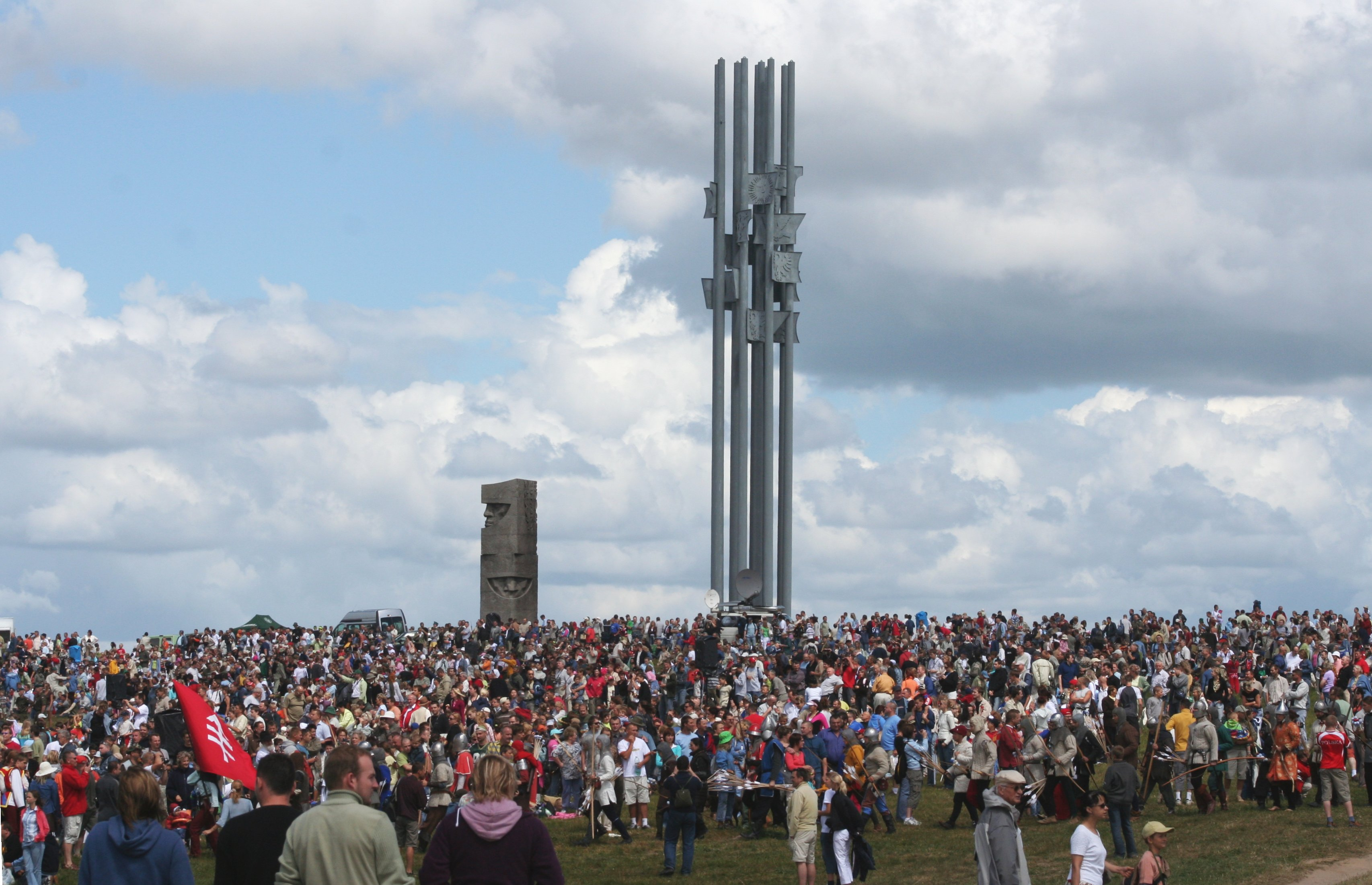
Pole bitwy 15 lipca 2006
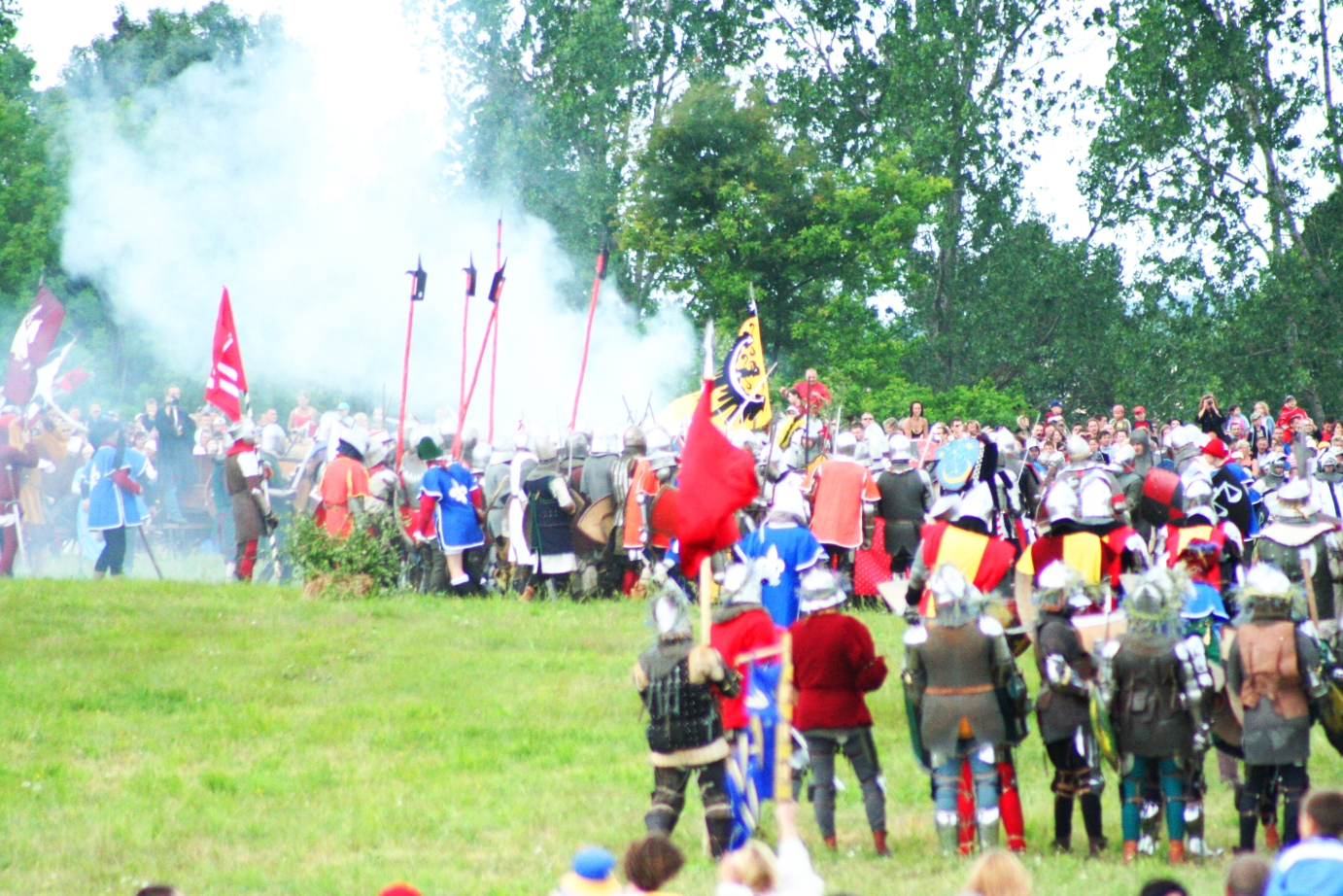
Inscenizacja bitwy 15 lipca 2006
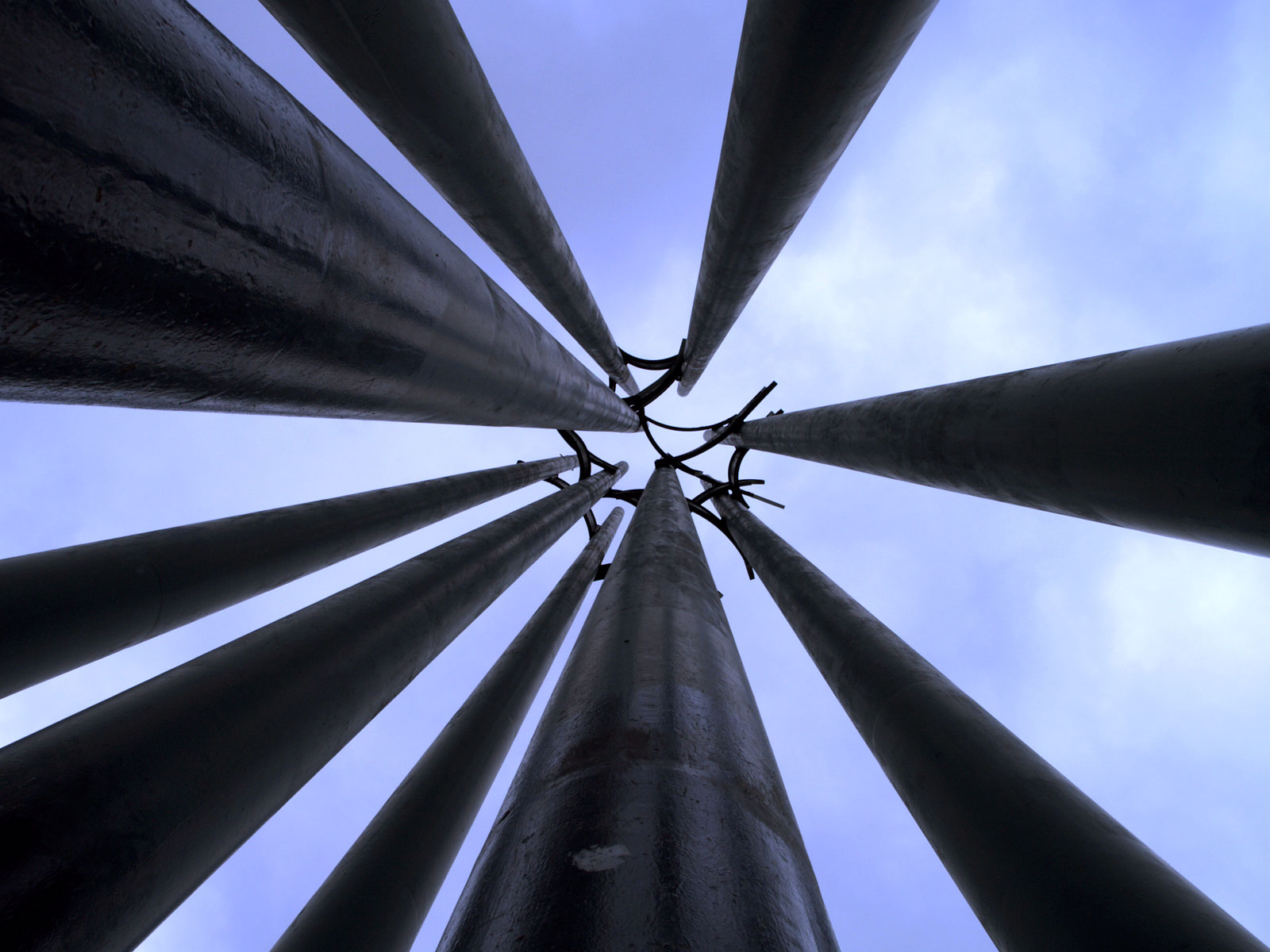
Grunwaldzki Pomnik – maszty symbolizujące sztandary wojsk
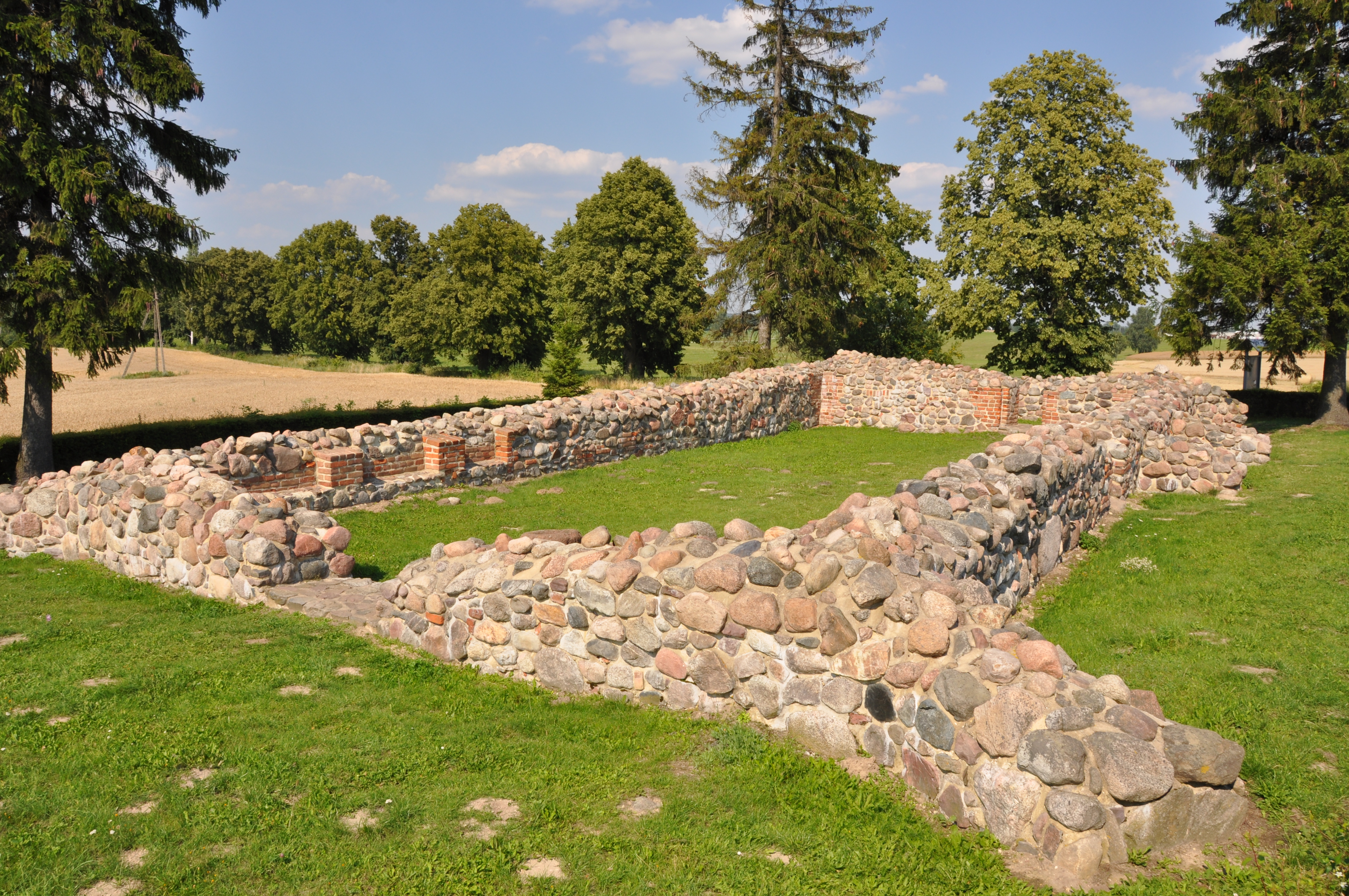
Ruiny kaplicy pobitewnej
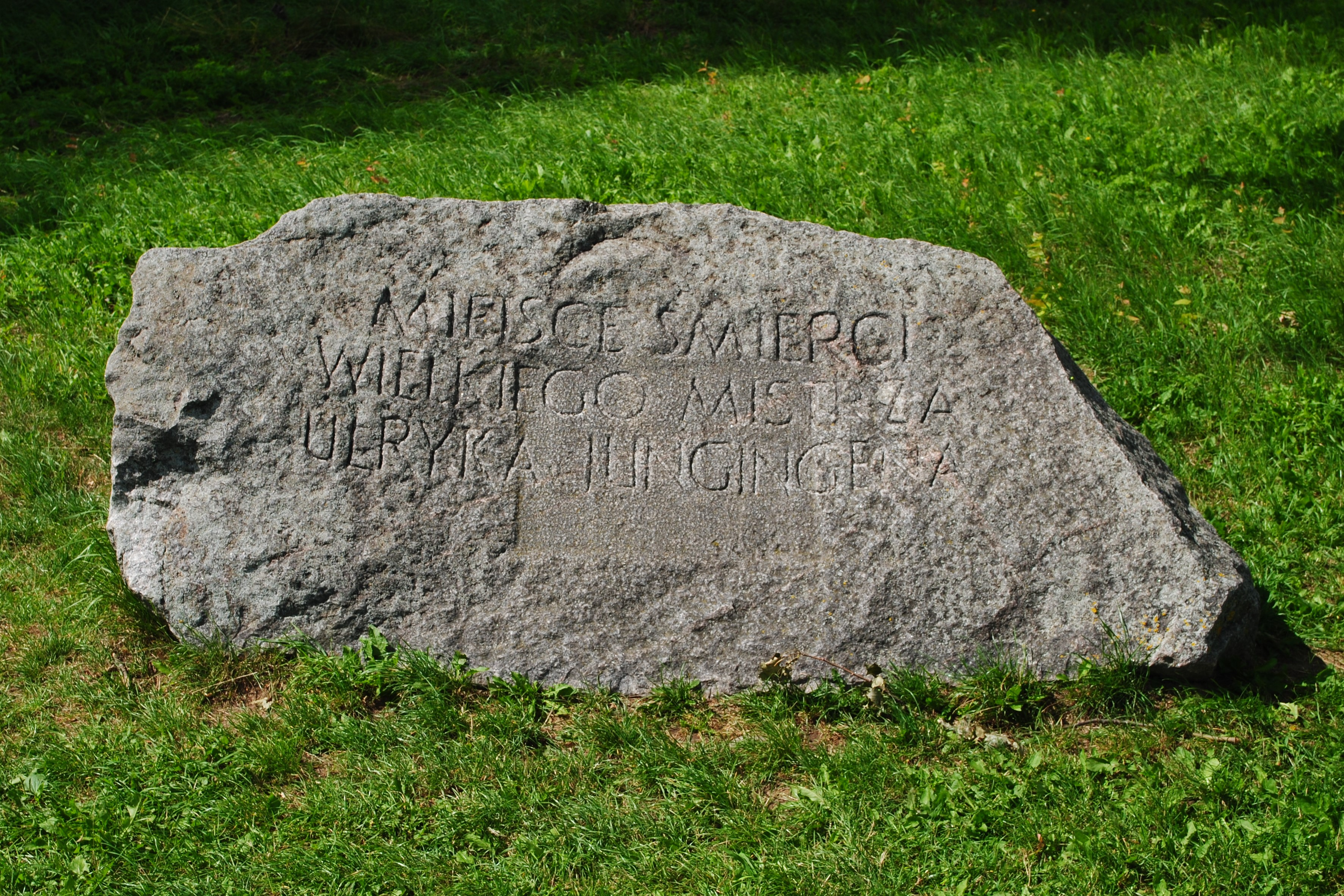
Kamień Jungingena
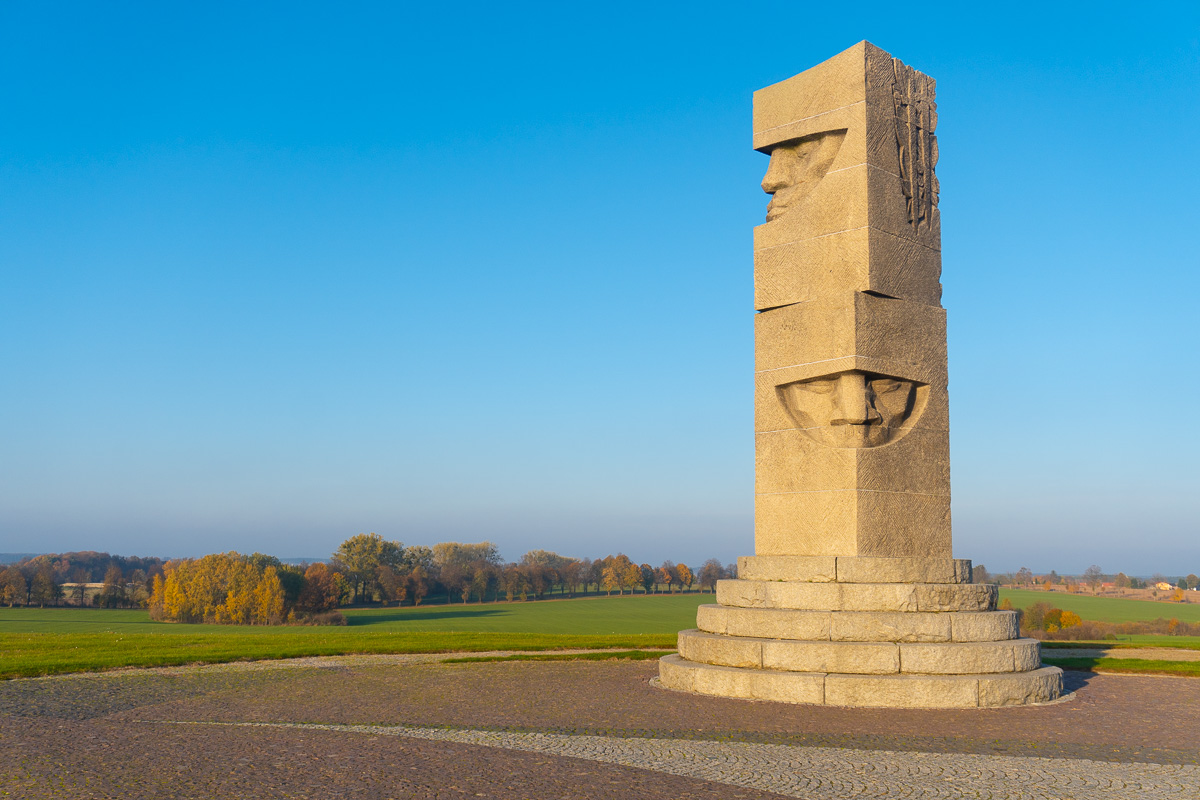
Grunwaldzki Pomnik Zwycięstwa
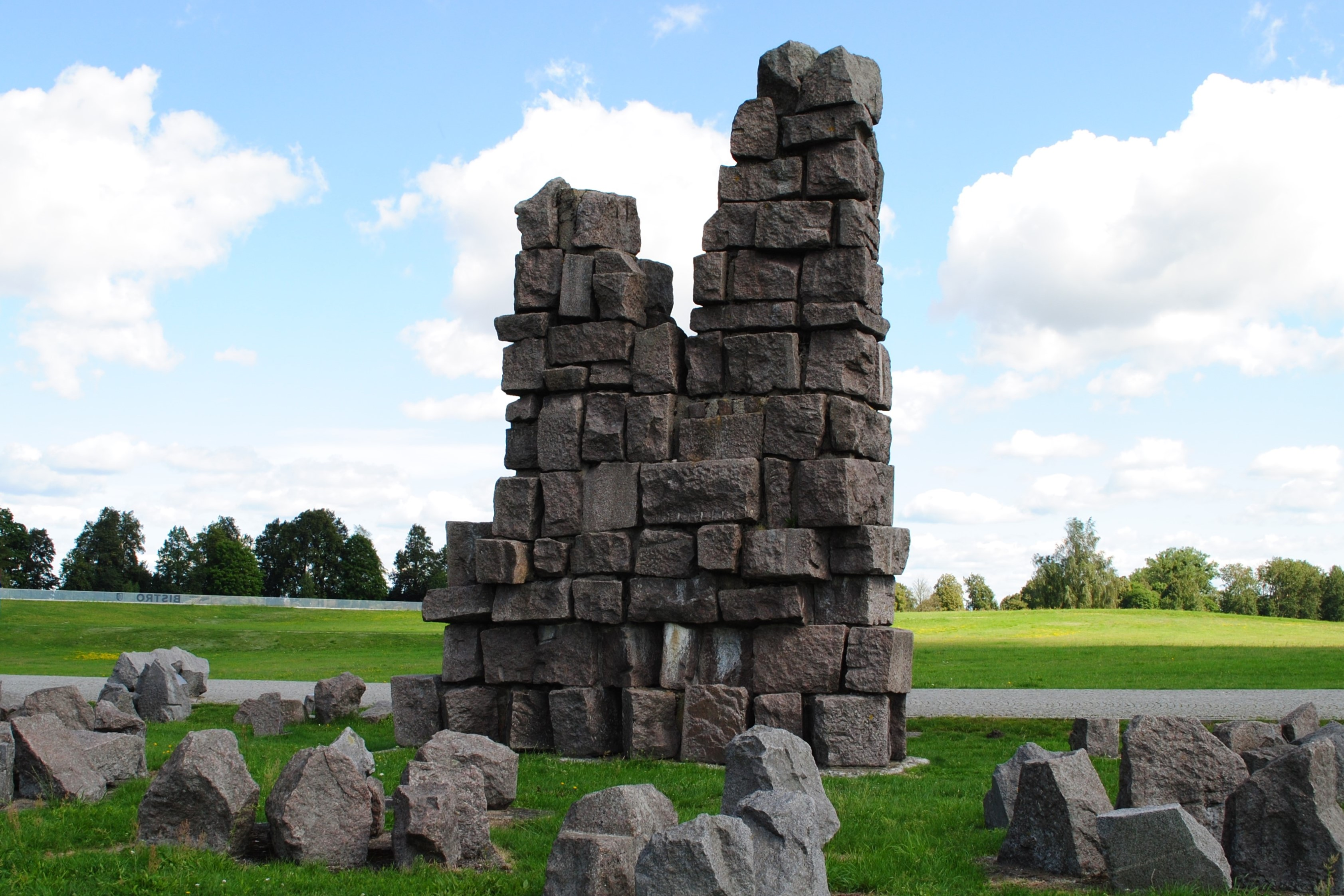
Ciosy granitowe z pierwszego Pomnika Grunwaldzkiego w Krakowie